# ZUN
ZUN (настоящее имя — Дзюнъя Ота (яп. 太田 順也 О:та Дзюнъя); род. 18 марта 1977, Хакуба, Нагано, Япония) — японский геймдизайнер и композитор, программист, сценарист. Создатель серии игр Touhou Project. Также использует псевдоним Каннуси Хакурэй (яп. 博麗神主) в своём твиттер-аккаунте.

## Биография
ZUN родился 18 марта 1977 года в Хакубе. Впервые он познакомился с видеоиграми в начальной школе, когда родители купили ему консоль Famicom. ZUN утверждал, что Super Mario Bros. и Street Fighter II были играми, которые произвели на него наибольшее впечатление в этот период. Поскольку он родился вскоре после смерти деда, а его родители проводили большую часть времени на работе, ZUN в основном воспитывался бабушкой, которая была особенно строгой и тщательно регламентировала время, которое он мог проводить за видеоиграми.
Интерес к разработке видеоигр возник в школьные годы. В младших классах средней школы он играл на трубе в духовом оркестре и изначально хотел создавать музыку для видеоигр. Его интерес к созданию музыки проявился ещё в начальной школе, когда родители подарили ему на день рождения Electone от Yamaha. Поскольку он не знал никого, кто делал бы игры, в которых могла бы использоваться его музыка, он решил заняться созданием собственных игр. В то время как большинство игр жанра shoot ’em up использовали военную или научно-фантастическую тематику, ZUN хотел создать игру с синтоистской эстетикой и мико в качестве протагониста.
ZUN учился в Токийском университете Дэнки на математическом факультете, где во время учёбы разработал и выпустил первую игру серии Touhou Project — Highly Responsive to Prayers. Первые пять Тохо-игр были разработаны для PC-98. Хотя до этого ZUN выпустил несколько игр, первая из которых была копией Puyo Puyo, они никогда не были опубликованы и считаются утерянными.
После университета ZUN работал программистом в Taito с 1998 по 2007 год. Он получил эту должность, показав своему интервьюеру игры Touhou, которые он создал, после чего его немедленно наняли. Во время своей карьеры в Taito он помогал разрабатывать Greatest Striker, Magic Pengel: The Quest for Color, Bujingai, Graffiti Kingdom и Exit, а также некоторые другие игры, которые были отменены. ZUN покинул Taito, так как ему не нравилось работать в компании, и серия игр Touhou стала достаточно успешной, чтобы ей можно было зарабатывать на жизнь. Однако, изначально он не планировал, что Touhou станет делом всей его жизни.
Хотя Тохо-игры изначально создавались как проект мечты, ZUN обнаружил, что они очень успешны. Первыми играми, которые он продал, были Highly Responsive to Prayers и её сиквел The Story of Eastern Wonderland, на Комикете 1997 года. Он привез в общей сложности 80 экземпляров и был удивлён, когда смог продать их все.
Примерно в 2001 году он подал заявку на Комикет в качестве музыкальной группы под названием Shanghai Alice Ensemble, но получил отказ.
В 2004 году ZUN написал Curiosities of Lotus Asia — короткие рассказы, которые появились в различных журналах, а в 2010 году были объединены в антологию. Это было первое из печатных произведений во вселенной Тохо. Silent Sinner in Blue, первая официальная манга по Тохе, была опубликована в 2007 году.

## Личная жизнь
В 2012 году ZUN женился на разработчице мобильных игр, с которой у него родились сын и дочь.
ZUN является заядлым любителем пива и, как утверждает, пьёт его каждый день. Он создал собственное пиво, а также написал несколько рецензий на пиво в Comptiq. Его любимый бренд — Kirin Company. Помимо этого, он создал персонажа, названного фанатами Beerko (ビール子), для пивного фестиваля в Акихабаре. ZUN неоднократно рисовал её лично.

## Философия дизайна
ZUN критиковал индустрию видеоигр, заявляя, что игры стали простыми и менее комплексными, пытаясь привлечь более широкую аудиторию. Однако, он отметил, что рынок додзин-игр позволил данмаку и другим нишевым жанрам по-прежнему процветать.
ZUN работает в одиночку, каждая Тохо-игра была создана с нуля, включая движок. Единственным исключением из этого правила являются файтинги, первым из которых стал Immaterial and Missing Power, выпущенный в 2004 году и разработанный додзин-группами Twilight Frontier и Team Shanghai Alice. В послесловии к игре ZUN упомянул, что ему не нравится управлять другими людьми и что создавать игры ему «в шесть раз удобнее», когда занимается этим в одиночку.
ZUN признал, что, хотя у персонажей Touhou имеются продуманные истории, в игре им уделяется мало внимания. Он утверждает, что «данмаку и есть способ рассказать историю и раскрыть персонажей». Кроме того, он утверждает, что данмаку должны быть красивыми и эстетичными. Это является основной причиной того, что большинство персонажей Тохо — женщины. ZUN считает, что в данмаку есть женское очарование, которым не обладают мужские персонажи. Фансервис как мотивацию для этого он отрицает.